# Eusarcus spinimanus
Eusarcus spinimanus is een hooiwagen uit de familie Gonyleptidae.